# Rosmarinus
Rosmarinus este un gen de plante din familia Lamiaceae.

## Specii
- Rosmarinus officinalis L.

## Legături externe
- Materiale media legate de Rosmarinus la Wikimedia Commons
- „Rosmarinus” în Dicționar dendrofloricol la DEX online